# Pravda (Silistra)
Pravda (Bulgaars: Правда) is een dorp in het noordoosten van Bulgarije. Het dorp is gelegen in de gemeente Doelovo in de oblast Silistra. Het dorp ligt ongeveer 34 km ten zuiden van Silistra en 324 km ten noordoosten van de Bulgaarse hoofdstad Sofia.

## Geschiedenis
In 1950 werd de coöperatieve boerderij opgericht, waarbij veel grond en vee van de oorspronkelijke inwoners werd 'afgepakt'. Als gevolg hiervan emigreerden veel inwoners naar Turkije. Ook in de periode 1985-1989 emigreerden veel inwoners naar Turkije, als gevolg van de bulgariseringscampagnes van het communistisch regime, waarbij het Bulgaarse Turken verboden werd om hun moedertaal te spreken en hun religie vrij uit te oefenen.

## Bevolking
In de laatste officiële cijfers van het Nationaal Statistisch Instituut van Bulgarije woonden er 1.642 personen in het dorp.
|  |

De bevolking van het dorp Pravda bestaat grotendeels uit etnische Turken, gevolgd door een grote minderheid van etnische Roma en een kleine groep etnische Bulgaren.
| Etnische samenstelling van de respondenten (2011) | Etnische samenstelling van de respondenten (2011) | Etnische samenstelling van de respondenten (2011) | Etnische samenstelling van de respondenten (2011) | Etnische samenstelling van de respondenten (2011) |
| ------------------------------------------------- | ------------------------------------------------- | ------------------------------------------------- | ------------------------------------------------- | ------------------------------------------------- |
|                                                   |                                                   |                                                   |                                                   |                                                   |
| Bulgaren                                          | Bulgaren                                          |                                                   | 2,4%                                              | 2,4%                                              |
| Turken                                            | Turken                                            |                                                   | 80,8%                                             | 80,8%                                             |
| Roma                                              | Roma                                              |                                                   | 16,7%                                             | 16,7%                                             |
| Anders/Onbekend                                   | Anders/Onbekend                                   |                                                   | 0,1%                                              | 0,1%                                              |